# Леруа, Филипп
Филипп Леруа-Больё (фр. Philippe Leroy-Beaulieu; 15 октября 1930[…], XVI округ Парижа — 1 июня 2024[…], Рим) — французский актёр, номинант на премии BAFTA и «Эмми».

## Биография
Филипп Леруа-Больё родился 15 октября 1930 года в Париже. Среди его предков были Пьер Поль Леруа-Больё, Анатоль Леруа-Больё и Жан-Франсуа Леруа.
В юности он работал на лайнере и провёл год в Нью-Йорке. В 1953 году поступил на службу во Французский Иностранный легион и служил во 2-м иностранном парашютно-десантном полку в годы Индокитайской войны. Затем он стал резервистом и служил на Войне за независимость Алжира. Вышел в отставку в звании капитана.

## Карьера
Леруа дебютировал в кино в 1960 году в драме Жака Беккера по мотивам Жозе Джованни «Дыра». Беккер назначил на роль главных героев исключительно непрофессиональных актёров, в том числе и Леруа. Его игра получила международное признание, и он был номинирован на премию BAFTA за лучшую иностранную мужскую роль.
В 1962 году он отправился в Италию и снялся во многих итальянских кинокартинах, таких как сериал Ренато Кастеллани «Жизнь Леонардо да Винчи», а также сыграл роль Янеса де Гомеры в телесериале «Сандокан» (1976).
Актёру удалось поработать с такими знаменитыми режиссёрами, как Жан-Люк Годар, Жак Дере, Дарио Ардженто, Люк Бессон, Альберто Латтуада и Луиджи Маньи.

## Личная жизнь
В 1990 году Леруа женился на итальянской журналистке Сильвии Тортора. Они были женаты до её смерти 10 января 2022 года в возрасте 59 лет. У них было двое детей: Филипп и Мишель.
У Филиппа Леруа есть дочь Филиппин Леруа-Больё, от первого брака.
Скончался 1 июня 2024 года в Риме на 94-м году жизни.